# Tietjenapfel
Der ‘Tietjenapfel’, auch bekannt als ‘Uphuser Tietjenapfel’ oder ‘Uphuser Tietzenapfel’, ist eine Tafelapfel-Sorte aus Uphusen und die Streuobstsorte des Jahres 2017 in Norddeutschland. Der Tietjenapfel entstand vermutlich als Zufallssämling und wurde Ende des 19. Jahrhunderts vom Dorfschullehrer und Heimatdichter Friedrich Seebode bei einer Wanderung in der Uphuser Dünenlandschaft entdeckt und darauf mit Schülern im Schulgarten gezüchtet. Im Sortenverzeichnis für den Obstanbau der Provinz Hannover wurde der Apfel zuerst 1907 erwähnt.
Die Verbreitung erstreckt sich südlich von Bremen im Raum Achim. Die Namensgebung erfolgte nach dem Geburtsnamen von Seebodes Ehefrau, einer geborenen Tietjen.

## Sorteneigenschaften
„Für jede Bodenart und Lage geeignet, regelmäßig sehr fruchtbar, sehr zu empfehlen.“

Der ‘Tietjenapfel’ gilt als robuste Herbstapfelsorte, die kaum anfällig für Schorf ist. Er ist zudem anspruchslos und wächst auch auf nährstoffarmen, sandigen Böden. Dabei ist der ‘Tietjenapfel’ starkwüchsig und breitkronig. Wenn die Sorte nicht ausgedünnt wird, neigt der Tietjenapfel zu kleinen Früchten.
Die Fruchtform ist kugelig und verjüngt sich zum Kelch. Die Frucht ist grün mit roten Backen. Die Schale ist glatt und nicht fettend. Das Fruchtfleisch ist fest und saftig, das Aroma süß-säuerlich mit einer charakteristischen holzigen Note. Der ‘Tietjenapfel’ ist im Oktober pflückreif und von Oktober/November bis Anfang Dezember genussreif.